# Diaszpóra Felsőoktatási Ösztöndíjprogram
A Diaszpóra Felsőoktatási Ösztöndíjprogramot 2020-ban Magyarország Kormánya alapította azok számára, akik az Európán kívüli magyar diaszpórában élnek és magyarországi felsőoktatási intézményben kívánnak tanulmányokat folytatni annak érdekében, hogy erősítsék személyes, szakmai, valamint kulturális kapcsolataikat Magyarországgal.

## Program

A Diaszpóra Felsőoktatási Ösztöndíjprogram programországai (2021).
programországok
Ukrajna (Kárpátalja kivételével)
nem programországok: Európai Unió, Szerbia

Az Ösztöndíjprogram célja, hogy magyar felsőoktatási képzések biztosítása révén támogassa az ösztöndíjasok szakmai fejlődését, magyar nyelvtudásuk és  identitásuk elmélyítését. A diplomaszerzést követően az ösztöndíjasok olyan tudással és készségekkel térnek haza, ami lehetővé teszi számukra, hogy hatékonyan támogassák közösségüket, megőrizzék a magyar értékeket és megerősítsék a Magyarország és a magyar diaszpóra közötti kapcsolatokat.

### Ösztöndíj
Az Ösztöndíj többfajta támogatást is nyújt, azonban ezek nem fedezik teljes mértékben a megélhetési költségeket.
- Tandíjmentes oktatás: mentesség az oktatás költségének megtérítése alól.
- Egészségbiztosítás: egészségügyi szolgáltatások a Társadalombiztosítási törvény alapján[3] és kiegészítő egészségügyi biztosítás évi maximum 100 000 Ft/fő összegig (kb. 275 euró).
- Megélhetési támogatás (külön kérelemre)
  - Végzettség szerzésére nem irányuló képzéseken, alap-, mester- és osztatlan mesterképzésben havi 43 700 Ft (kb. 120 euró) összegű ösztöndíj, évi 12 hónapon át.
  - Doktori képzésben havi 140 000 Ft (kb. 390 euró) a tanulmányok első felében (első 4 félév) és 180 000 Ft (kb. 500 euró) a tanulmányok második felében (második 4 félév), évi 12 hónapon át, a tanulmányok befejezésééig. Sikeres fokozatszerzés esetén esetén az ösztöndíjas egyszeri, 400 000 Ft (kb. 1100 euró) összegű, ösztöndíjnak minősülő támogatásban részesül, ha az ösztöndíjas a tanulmányai utolsó félévében megélhetési támogatást kapott.
- Lakhatási támogatás (külön kérelemre): Ingyenes kollégiumi elhelyezés vagy havi 40 000 Ft lakhatási támogatás az ösztöndíjas időszak teljes idejére. (Ez a hozzájárulás nem fedezi teljesen a lakhatási költségeket.)

### Magyar nyelvi előkészítő program
Azoknak a pályázóknak, akik nem rendelkeznek legalább középfokú (B2) magyar nyelvtudással, oklevélszerzésre irányuló képzésük megkezdése előtt egy éves nyelvi előkészítő programot kell elvégezniük. A nyelvi előkészítő teljesítéséhez általában alapfokú angol nyelvtudást írnak elő a fogadó intézmények. A pályázható magyar nyelvi előkészítő képzések az online pályázat rendszerben elérhetőek: https://apply.diasporascholarship.hu/
Azok a pályázók, akik legalább középfokú (B2) nyelvtudással rendelkeznek, közvetlenül pályázhatnak magyar nyelvű, oklevélszerzésre irányuló képzésekre. A pályázónak igazolnia kell nyelvtudását: legalább B2 szintű nyelvtudást igazoló nyelvvizsgabizonyítvány online pályázói rendszerbe feltöltésével VAGY az intézményi felvételi vizsga során, ahol a fogadó intézmény győződik meg a jelentkező nyelvtudásának megfelelő szintjéről.

### Magyar mint idegen nyelv és kultúra
A nem magyar nyelvű képzésen tanuló ösztöndíjasoknak ösztöndíjas szerződésük teljes időtartama alatt magyar mint idegen nyelv és kultúra kurzuson kell részt venniük. A kurzust a fogadó intézmény biztosítja. Amennyiben az ösztöndíjas nem tesz eleget magyar mint idegen nyelv és kultúra tanulási kötelezettségének, ösztöndíjas jogviszonya megszűnik.
Az ösztöndíjasoknak oklevelük megszerzéséig, de legkésőbb az oklevél megszerzését követő egy éven belül, legalább középszintű magyar mint idegen nyelv komplex nyelvvizsgát kell tenniük. Amennyiben az ösztöndíjas nem tesz eleget nyelvvizsgaszerzési kötelezettségének, a képzési önköltséget visszafizetni köteles. A nyelvvizsgaszerzési kötelezettség a rövid (1–2 szemeszter hosszú) képzésekben és részképzésben résztvevőkre nem vonatkozik.

### Pályázásra jogosultak köre
A pályázóknak a következő feltételeknek kell megfelelniük:
- A pályázó magyar gyökerekkel rendelkezik, ezt a motivációs levelében írottakkal alá tudja támasztani, illetve a pályázat részét képező nyilatkozatban is elismeri.
- A pályázó a programban részt vevő ország állampolgára és Magyarországon kívüli lakcímmel rendelkezik.
- A pályázó rendelkezik az adott ország magyar diaszpóra szervezetének vagy magyar diplomáciai képviseletének ajánlásával.
- A pályázó nyilatkozik arról, hogy a pályázat benyújtását megelőzően legalább 10 évet külföldön, azaz nem Magyarországon töltött.
- A pályázó középfokú tanulmányai legalább utolsó 4 évét külföldön (nem Magyarországon) végezte el (amennyiben az adott oktatási rendszerben a középfokú oktatás időtartama 4 évnél rövidebb, az alapfokú oktatás utolsó időszaka is beszámítandó a 4 évbe).
- A pályázó betöltötte 18. életévét a pályázat évének augusztus 31. napja előtt (kivéve a táncművészeti képzésekre történő jelentkezés esetén).
- A pályázó vállalja, hogy az ösztöndíjas időtartam idejére ösztöndíjszerződést köt, valamint, hogy az ösztöndíjas szerződésének teljes időtartama alatt magyar mint idegen nyelv és kultúra kurzuson vesz részt. A pályázó vállalja, hogy tanulmányai befejezéséig, de legkésőbb az oklevél megszerzését követő 1 éven belül legalább középfokú (B2-es szintű) magyar mint idegen nyelv nyelvvizsgát tesz. A magyar mint idegen nyelv nyelvvizsga letételének kötelezettsége nem vonatkozik a rövid (1 vagy 2 féléves) tanulmányi programokban, valamint a részképzésben részt vevő ösztöndíjasokra.
- A pályázó vállalja, hogy az oklevél megszerzése után 2 évig önkéntes munkával segít egy külföldi országban működő magyar diaszpóra szervezetet.

### Programországok
A program a világ bármely országában élő magyar diaszpóra közösség tagjainak szól, kivéve az Európai Unió tagállamai, Szerbia és Ukrajna Kárpátalja régiója.

### Résztvevő egyetemek
2021-ben az alábbi 28 egyetem vesz részt a programban:
- Állatorvostudományi Egyetem (Budapest)
- Budapesti Corvinus Egyetem (Budapest)
- Budapesti Gazdaságtudományi Egyetem (Budapest)
- Budapesti Műszaki és Gazdaságtudományi Egyetem (Budapest)
- Debreceni Egyetem (Debrecen)
- Dunaújvárosi Egyetem (Dunaújváros)
- Eötvös József Főiskola (Baja)
- Eötvös Loránd Tudományegyetem (Budapest
- Eszterházy Károly Egyetem (Eger)
- Károli Gáspár Református Egyetem (Budapest)
- KKM Balassi Intézet (Budapest)
- Liszt Ferenc Zeneművészeti Egyetem (Budapest)
- Magyar Agrár- és Élettudományi Egyetem (Gödöllő)
- Magyar Képzőművészeti Egyetem (Budapest)
- Miskolci Egyetem (Miskolc)
- Nemzeti Közszolgálati Egyetem (Budapest)
- Neumann János Egyetem (Kecskemét)
- Nyíregyházi Egyetem (Nyíregyháza)
- Óbudai Egyetem (Budapest)
- Pannon Egyetem (Veszprém)
- Pázmány Péter Katolikus Egyetem (Budapest)
- Pécsi Tudományegyetem (Pécs)
- Semmelweis Egyetem (Budapest)
- Soproni Egyetem (Sopron)
- Szegedi Tudományegyetem (Szeged)
- Széchenyi István Egyetem (Győr)
- Testnevelési Egyetem (Budapest)
- Wesley János Lelkészképző Főiskola (Budapest)

### Képzések
1300 képzés (teljes- és részképzés) érhető el elsősorban magyar és angol nyelven.
Részletes képzéskereső itt érhető el: https://apply.diasporascholarship.hu/hu_HU/courses/search/
Magyar kultúrával kapcsolatos képzések:
- Magyar mint idegen nyelv tanár
- Hungarológia (mesterszakon)
- Magyar alapképzési szak
- Néprajz
- Néptáncművész
- Tanító
- Óvodapedagógus
- Szőlész-borász
- Történelem
- Kulturális örökség

## Működtetés
Az ösztöndíjprogram működtetéséért a külgazdasági és külügyminiszter felel, lebonyolítását a Tempus Közalapítvány látja el, mely az Innovációs és Technológiai Minisztérium felügyelete alatt működő, hazai és nemzetközi pályázati programok koordinálásával, képzések kidolgozásával és megvalósításával foglalkozó közhasznú szervezet.
A Bíráló Bizottság objektív szempontok alapján (pl. területi megfontolások, prioritásban részesített szakterületek stb.) választja ki a támogatásra javasolt jelentkezőket. A Bíráló Bizottságot a Külgazdasági és Külügyminisztérium működteti.
Az ösztöndíjak adományozásáról a külpolitikáért felelős miniszter megbízásából a Tempus Közalapítvány Kuratóriuma dönt.